# Janina Hosiasson-Lindenbaum
Janina Hosiasson-Lindenbaum (Varsóvia, 6 de dezembro de 1899 — Vilnius, abril de 1942) foi uma filósofa polonesa. Ela publicou cerca de vinte trabalhos de pesquisa junto com traduções para o polonês de três livros de Bertrand Russell. O foco principal de seus escritos estava em problemas fundamentais relacionados à probabilidade, indução e confirmação. Ela é conhecida especialmente por ser a autora da primeira discussão impressa do Paradoxo do Corvo, que ela credita a Carl Hempel, e a solução probabilística que ela esboçou para isso. Baleada pela Gestapo em 1942, ela, seu marido Adolf Lindenbaum, e muitos outros eminentes representantes da lógica polonesa, compartilharam o destino de milhões de judeus assassinados em solo polonês pelos nazistas.

## Biografia
Janina Hosiasson nasceu em 6 de dezembro de 1899 em Varsóvia, filha do comerciante Josef Hosiasson e Sophia Feigenblat. Ela foi aluna de Tadeusz Kotarbinski e Jan Łukasiewicz .na Universidade de Varsóvia .e recebeu seu doutorado sob orientação de Kotarbinski em 1926, com uma dissertação sobre a "Justificação do Raciocínio Indutivo". Ela então combinaria sua pesquisa com o emprego como professora de filosofia em uma escola secundária. No final da década de 1920, ela já era uma respeitada filósofa de lógica da escola de Lwow-Warsaw School, que participou ativamente do segundo Congresso Filosófico Polonês realizado em Varsóvia em setembro de 1927. E, como seu futuro marido, entregou trabalhos no Primeiro Congresso de Matemáticos de países eslavos realizada em Varsóvia e Posnânia em setembro de 1929. Janina foi então, com uma bolsa do Ministério de Assuntos Religiosos e Educação Pública da Polônia, passar o ano acadêmico de 1929/30 estudando filosofia na Universidade de Cambridge.
Hosiasson foi uma das palestrantes do primeiro Congresso da Unidade de Ciência em Paris (1935). Ela também é conhecida por ter participado da reunião preliminar do mesmo evento em Praga, no ano anterior. Por volta do final de outubro ou início de novembro de 1935, Hosiasson se casou com o matemático e colega lógico Adolf Lindenbaum. O casal então residiria junto no distrito de Zoliborz, em Varsóvia. Após o casamento, Janina usaria o sobrenome Hosiasson-Lindenbaum. Ela participou do segundo Congresso da Unidade de Ciência realizado em Copenhague, em 1936, e também (como Alfred Tarski) foi selecionada para apresentar sua pesquisa no quinto Congresso da Unidade de Ciência em Harvard, em setembro de 1939. Infelizmente, no entanto, ela não conseguiu navegar a tempo - ela solicitou passagem no próximo barco para a América depois daquele tomado por Tarski, mas seu visto foi negado.
Em 1º de setembro, a Alemanha invadiu a Polônia. Em 6 de setembro de 1939, com Varsóvia sob fogo de artilharia, o casal fugiu da cidade a pé. Como Janina relataria em cartas a Otto Neurath e G. E. Moore, seu progresso para o leste era lento e a estrada repetidamente metralhada pela Luftwaffe. O casal se separou depois que Janina aceitou uma carona de moto para Rivne. De lá, ela foi para Vilnius, onde finalmente soube que seu marido havia se refugiado em Bialystok. As forças soviéticas entraram na Polônia em 17 de setembro e ambas as cidades cairiam sob ocupação russa no mesmo mês. Janina mais tarde encontrou seu marido em Bialystok, mas, discordando sobre onde melhor sobreviver, ele optou por permanecer lá enquanto ela retornava a Vilnius, uma cidade sob jurisdição polonesa no início da guerra, mas que os soviéticos  retornaram formalmente à Lituânia, então nocionalmente independente.
Em 22 de junho de 1941, a Alemanha invadiu os territórios poloneses anexados pela União Soviética e, em poucos dias, suas tropas entraram em Bialystok e, logo depois, em Vilnius. Em algum momento antes de julho de 1941, Adolf Lindenbaum mudou-se para Vilnius, mas, em vez de ficar no apartamento de sua esposa no centro, ele ficaria em uma pequena comunidade satélite no leste da cidade. Em algum momento antes de meados de agosto de 1941, Adolf, junto com sua irmã Stefanja, seria preso e depois, nas proximidades de Naujoji Vilnia, fuzilado pelas forças alemãs ou seus colaboradores lituanos. Janina seria posteriormente presa pela Gestapo e em abril de 1942, após 7 meses de prisão em Vilnius, foi transportada para Paneriai, nos arredores da cidade, e fuzilada.

## Obras selecionadas
- "On Confirmation", Journal of Symbolic Logic, Vol. 5, No. 4 (dezembro de 1940), pp. 133-148.[16]
- "Why do we prefer probabilities relative to many data?"Mind, Volume XL, Edição 157, (janeiro de 1931), pp. 23-36
- " Induction et Analogie: Comparison de leur fondement ", Mind, Vol L, Issue 200, (outubro de 1941), pp. 351–365
- "Theoretical Aspects of the Advancement of Knowledge", Synthese, Vol. 7, No. 4/5 (1948/49), pp. 253-261.